# Kremlinmuur-necropolis

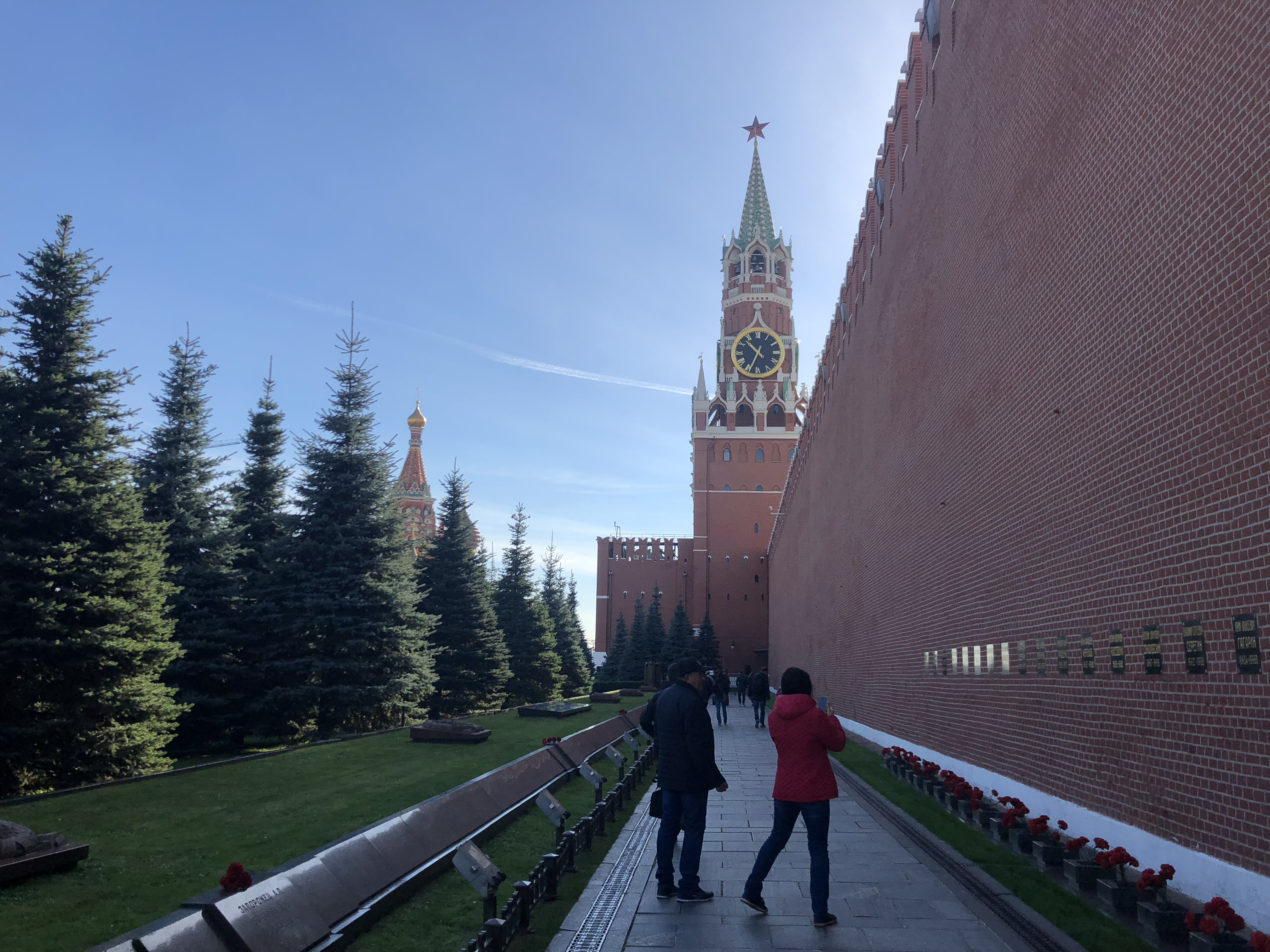
De necropolis van het Kremlin met uitzicht op de Spasskaja-toren

De Kremlinmuur-necropolis (Russisch: Некрополь у Кремлёвской стены, Nekrópol u Kremlióvskoi steny) in Moskou was de nationale begraafplaats van de Sovjet-Unie. Het was de rustplaats van de overleden nationale iconen van de Sovjet-Unie. 
De begrafenissen bij de Kremlinmuur begonnen in november 1917, toen 240 pro-bolsjewistische personen die stierven tijdens de bolsjewistische opstand in Moskou werden begraven in massagraven op het Rode Plein. Deze geïmproviseerde begraafplaats transformeerde tijdens de Tweede Wereldoorlog geleidelijk tot het middelpunt van militaire en civiele eer. Het bevindt zich aan beide zijden van het Mausoleum van Lenin, oorspronkelijk in 1924 gebouwd van hout en in 1929-1930 herbouwd in graniet. Na de laatste massabegrafenis in 1921 werden begrafenissen op het Rode Plein meestal uitgevoerd als staatsceremonies en gereserveerd als laatste eer voor zeer vereerde politici, militaire leiders, kosmonauten en wetenschappers.
In 1925-1927 werd het begraven in de grond stopgezet. Begrafenissen werden nu uitgevoerd als bijzettingen van gecremeerde as in de Kremlinmuur zelf. 
Begrafenissen in de grond werden hervat met de begrafenis van Michail Kalinin in 1946, en eindigden met de begrafenis van secretaris-generaal Konstantin Tsjernenko in maart 1985. 
De necropolis van de Kremlinmuur werd in 1974 aangewezen als beschermd monument. 

## Locatie

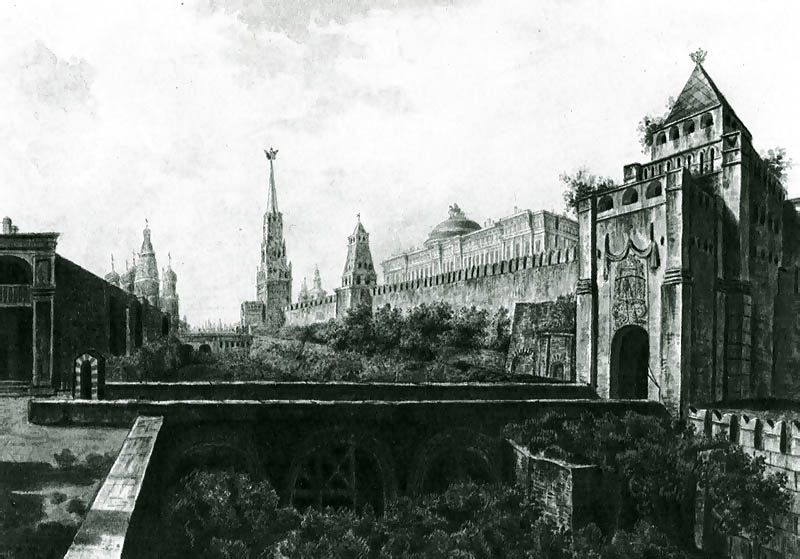
nog in 1800 was de locatie van de necropolis een drassige gracht, overspannen door stenen bruggen

Het oostelijke deel van de Kremlinmuur, en het Rode Plein erachter, ontstonden op de huidige plaats in de 15e eeuw, tijdens het bewind van Ivan III. De muur en het plein waren gescheiden door een brede slotgracht, met water dat werd omgeleid van de Neglinnaja. De gracht was omringd door een tweede vestingmuur en overspannen door drie bruggen die het Kremlin met de posad verbonden. 
Van 1707 tot 1708 herstelde Peter de Grote, die een Zweedse inval tot diep in het Russische vasteland verwachtte, de gracht rond het Kremlin, ontruimde het Rode Plein en bouwde aarden vestingwerken rond de Nikolskaja- en Spasskaja-torens. Van 1776 tot 1787 bouwde Matvej Kazakov het Senaatsgebouw van het Kremlin, dat tegenwoordig de achtergrond vormt voor de necropolis.
Gedurende de 18e eeuw raakten de ongebruikte en verwaarloosde vestingwerken in verval. Ze werden pas gerepareerd na de kroning van Alexander I in 1801. De slotgracht met bruggen en aangrenzende gebouwen werden vervangen door een geplaveid plein. Verdere reconstructies volgden in de 19e eeuw. 
Tijdens Napoleon's veldtocht naar Rusland werd in 1812 het gedeelte van de Kremlinmuur ten zuiden van de Senaatstoren zwaar beschadigd, door een explosie bij het Arsenaal van het Kremlin, veroorzaakt door de terugtrekkende Franse troepen. De Nikolskaja-toren verloor zijn neogotische spits die was opgericht in 1807-1808; De Arsenalnaja-toren ontwikkelde diepe scheuren, wat ertoe leidde dat Joseph Bové in 1813 voorstelde om de torens volledig te slopen om de dreigende instorting van de muur te voorkomen. Uiteindelijk werden de hoofdconstructies van de torens stevig genoeg geacht om op hun plaats te blijven, en werden ze bekroond met nieuwe door Bové ontworpen tentdaken. Peter's bastions werden met de grond gelijk gemaakt, waardoor er ruimte ontstond voor de Alexandertuin en het Theaterplein. Aan de zijde van het Rode Plein werd de Kremlinmuur ondieper herbouwd dan voorheen, en kreeg zijn huidige vorm in de jaren 1820.

## Begrafenissen van 1917 tot 1927

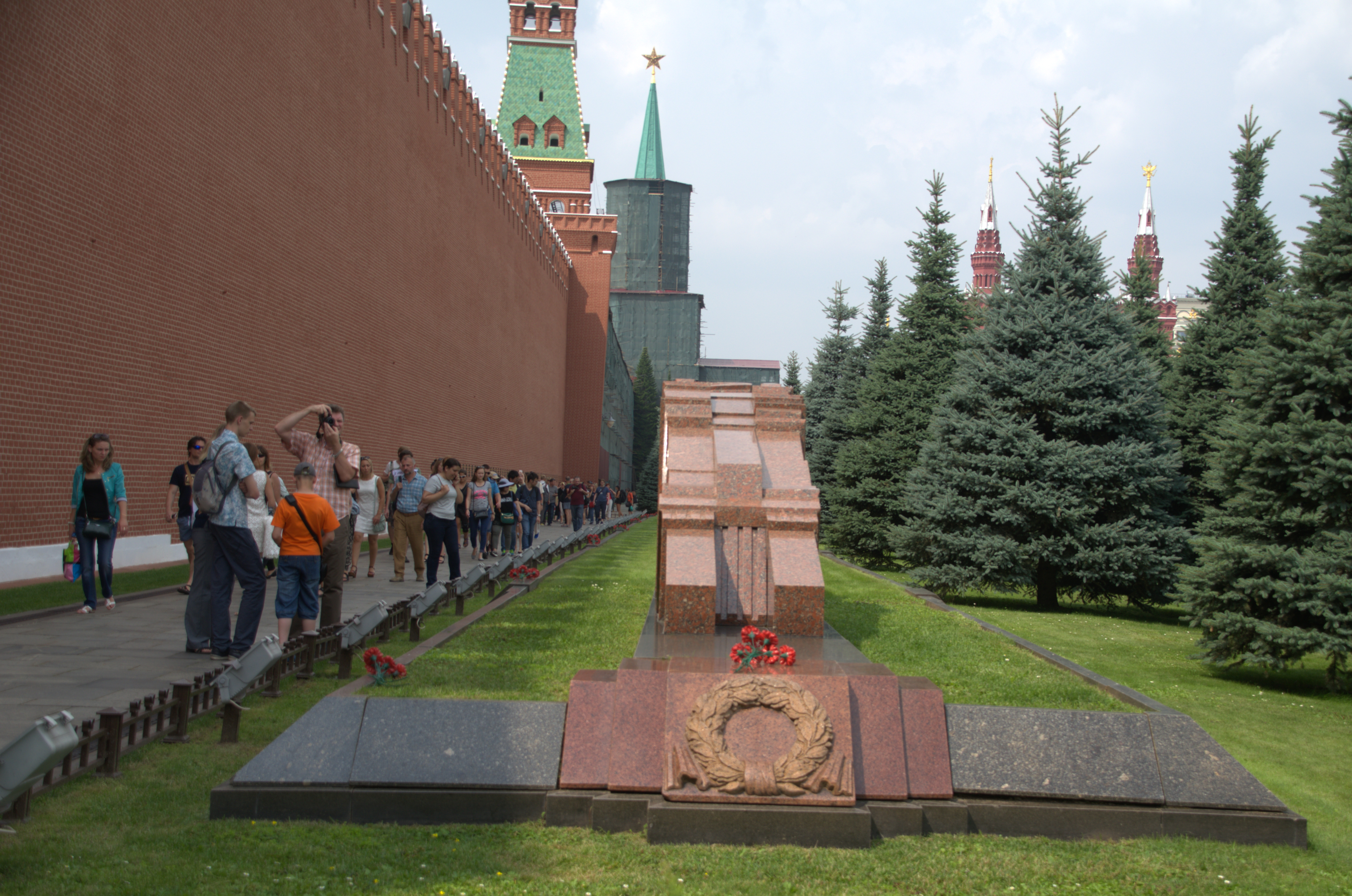
massagraven op het Rode Plein (2016)

Tussen de Oktoberrevolutie van 1917 en juni 1927 werd het gebied buiten de Kremlinmuur tussen de Senaats- en Nikolskaja-torens gebruikt voor massa- en individuele begrafenissen van mensen die hadden bijgedragen aan de socialistische revolutie of de bolsjewistische zaak. Dit waren gewone soldaten die in de strijd waren omgekomen, slachtoffers van de Burgeroorlog, milities die waren gevallen tijdens gevechten tegen antibolsjewieken, evenals bekende bolsjewistische politici en personen die betrokken waren bij het creëren van de nieuwe Sovjetmaatschappij. 
Tegenwoordig zijn de begrafenissen van de periode 1917-1927 georganiseerd in 15 aangelegde grafplaatsen met de namen van de begravenen op zwarte marmeren platen.

### Massagraven van 1917

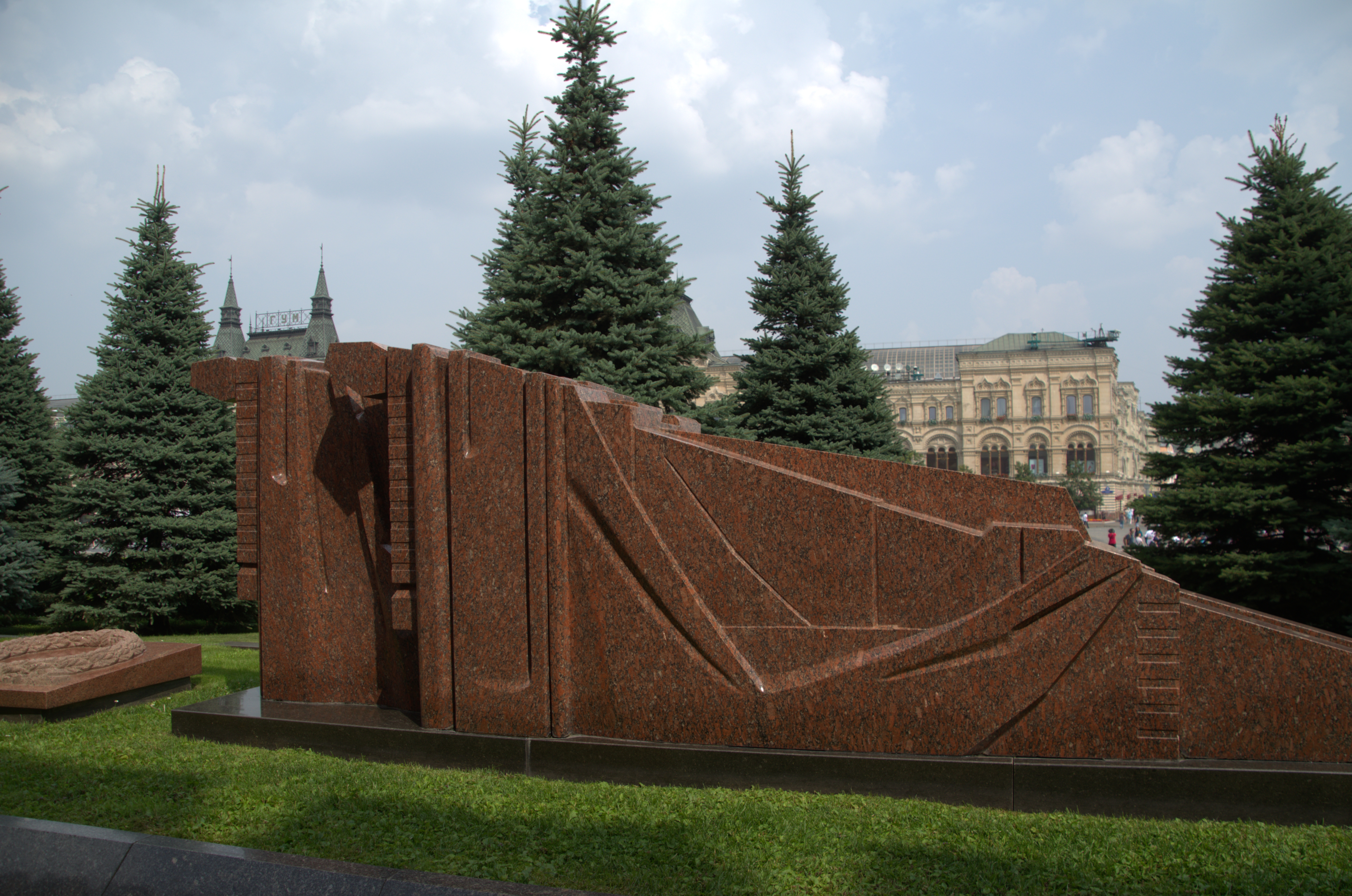
massagraf voor de slachtoffers van 1917 (2016)

In juli 1917 werden honderden soldaten van het Russische noordfront gearresteerd wegens muiterij en desertie, en opgesloten in het fort van Dvinsk. 869 gevangenen werden vervolgens uit Dvinsk naar Moskou gebracht. Hier begonnen de gevangengenomen soldaten een hongerstaking. De publieke steun voor hen dreigde uit te groeien tot een rel. Op 22 september werden 593 gevangenen vrijgelaten, de rest bleef achter de tralies tot de Oktoberrevolutie. De vrijgelaten soldaten, gezamenlijk Dvintsy genoemd, bleven in de stad als een samenhangende eenheid, gestationeerd in het district Zamoskvoretsje en openlijk vijandig tegenover de regerende Voorlopige Regering. Meteen na de Oktoberrevolutie in Sint-Petersburg werden de Dvintsy de stoottroepen van de bolsjewieken in Moskou. Laat in de nacht van 27 op 28 oktober confronteerde een detachement van ongeveer tweehonderd man, dat noordwaarts naar de Tver-straat marcheerde, de loyalistische troepen nabij het Nationaal-Historisch Museum op het Rode Plein. Bij de gevechten werden 70 van de Dvintsy gedood, waaronder hun compagniescommandant Sapoenov.
De volgende dag slaagden de loyalisten onder leiding van kolonel Konstantin Rjabtsev erin het Kremlin in te nemen. Ze schoten de overgegeven Rode soldaten neer bij de muur van het Arsenaal. Meer Rode soldaten werden gedood toen de bolsjewieken het Kremlin bestormden, en uiteindelijk in de nacht van 2 op 3 november de controle overnamen. De straatgevechten eindigden pas na bijna duizend levens te hebben geëist, en op 4 november besloot de nieuwe bolsjewistische regering dat hun doden zouden worden begraven op het Rode Plein naast de Kremlinmuur, waar inderdaad de meesten van hen waren gedood.
Tijdens een openbare begrafenis op 10 november werden in totaal 238 doden begraven in de massagraven tussen de Senaats- en Nikolskaja-torens. Op 14 en 17 november werden nog twee slachtoffers begraven. De jongste, Pavel Andrejev, was 14 jaar oud.
De loyalisten kregen op 13 november een vergunning om hun doden in het openbaar te begraven. Deze begrafenis begon bij het oude gebouw van de Staatsuniversiteit van Moskou nabij het Kremlin. 37 doden werden begraven op de begraafplaats Vsechsvjatskoje (inmiddels afgebroken) in het district Sokol.

### Begrafenissen van 1918-1927

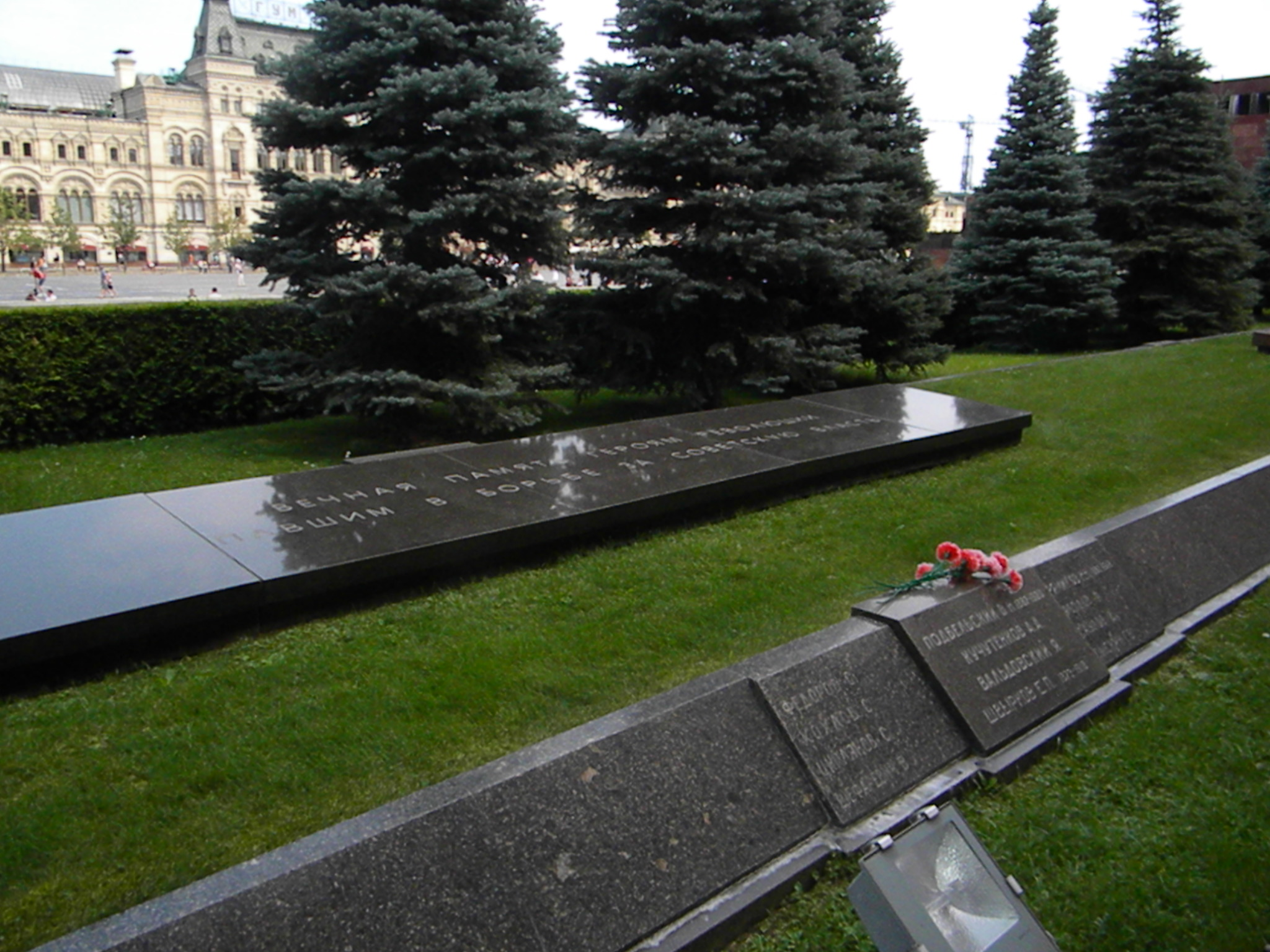
massagraf Nr. 4

Massa- en individuele begrafenissen in de grond onder de Kremlinmuur gingen door tot de begrafenis van Pjotr Vojkov in juni 1927. 
In de eerste jaren van het Sovjetregime werd de eer om op het Rode Plein te worden begraven uitgebreid tot gewone soldaten, slachtoffers van de burgeroorlog en mannen van de Moskouse militie die omkwamen bij botsingen met antibolsjewieken (maart-april 1918). In januari 1918 begroef de Rode Garde de slachtoffers van een terroristische bomaanslag in Dorogomilovo. In dezelfde maand schoot de Witte Garde op een pro-bolsjewistische straatbijeenkomst. De acht slachtoffers werden ook begraven bij de Kremlinmuur.
De grootste begrafenis vond plaats in 1919. Op 25 september veroorzaakten anarchisten onder leiding van de voormalige sociaal-revolutionair Donat Tsjerepanov een explosie in een schoolgebouw van de Communistische Partij in de Leontjevski pereoelok, toen de Moskouse partijchef Vladimir Zagorski daar met studenten sprak. Twaalf mensen, onder wie Zagorski, werden gedood en begraven in een massagraf op het Rode Plein. 
Een ongewoon incident was het treinongeluk op 24 juli 1921 met de Aerovagon, een experimentele hogesnelheidstrein met een vliegtuigmotor en propelleraandrijving. Op de dag van het ongeluk bracht het een groep Sovjet- en buitenlandse communisten onder leiding van Fjodor Sergejev naar de mijnen van Toela. Op de terugweg naar Moskou ontspoorde de Aerovagon met hoge snelheid, waarbij 7 van de 22 mensen aan boord om het leven kwamen, onder wie de uitvinder Valerian Abakovski. Dit was de laatste massabegrafenis in de grond van het Rode Plein.
Jakov Sverdlov, die in 1919 stierf, naar verluidt aan de Spaanse griep, werd begraven in een individueel graf nabij de Senaatstoren. Later werd het de eerste van twaalf individuele graven van vooraanstaande Sovjetleiders. Sverdlov werd gevolgd door John Reed, Inessa Armand, Viktor Nogin en andere vooraanstaande bolsjewieken en hun buitenlandse bondgenoten.

## Mausoleum

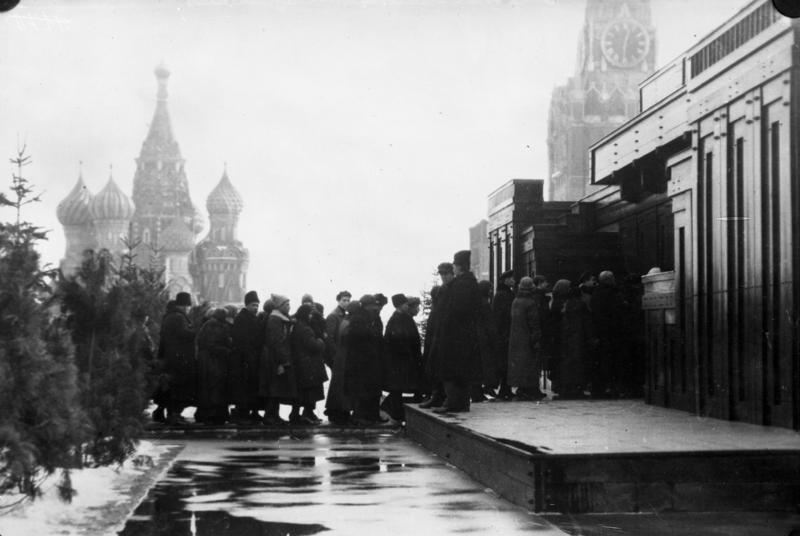
het eerste houten mausoleum in 1925

Op 21 januari 1924 stierf Vladimir Lenin aan een beroerte. Terwijl het lichaam opgebaard lag in de zuilenhal van het Vakbondshuis, besprak het Politbureau manieren om het te bewaren. Jozef Stalin gaf instructies om in de Kremlinmuur een grafkelder te installeren voor Lenins gebalsemde stoffelijk overschot, en op 27 januari werd Lenins kist geplaatst in een tijdelijke houten tombe die in één dag was gebouwd. Het eerste echte mausoleum werd in maart-juli 1924 van hout gebouwd, en officieel geopend op 1 augustus. De wedstrijd voor het ontwerpen en bouwen van een nieuw, permanent mausoleum werd in april 1926 uitgeroepen. De bouw naar het ontwerp van Aleksej Sjtsjoesev begon in juli 1929 en was in zestien maanden voltooid. Het mausoleum heeft sindsdien gefunctioneerd als tribune van de regering tijdens openbare optochten.

### De mummie van Stalin
Twee dagen na de dood van Jozef Stalin besloot het Politbureau om zijn stoffelijk overschot tentoon te stellen in het Mausoleum. Dit werd officieel heropend in november 1953 met Lenin en Stalin zij aan zij. Een ander plan dat in maart 1953 werd afgekondigd, was de bouw van een pantheon waar de lichamen van Lenin en Stalin uiteindelijk naartoe zouden worden verplaatst, maar dit werd nooit uitgevoerd. Acht jaar later, na de de-stalinisatie van Chroesjtsjov, werd de verwijdering van het lichaam van Stalin uit het mausoleum goedgekeurd door het 22e congres van de communistische partij. Op 31 oktober 1961 werden de stoffelijke resten van Stalin herbegraven in een diep graf, omzoomd met betonblokken, achter het mausoleum. Het huidige graf van Stalin, gebeeldhouwd door Nikolaj Tomski, werd in juni 1970 geïnstalleerd.

## Bijzetting in urnen van 1925 tot 1984

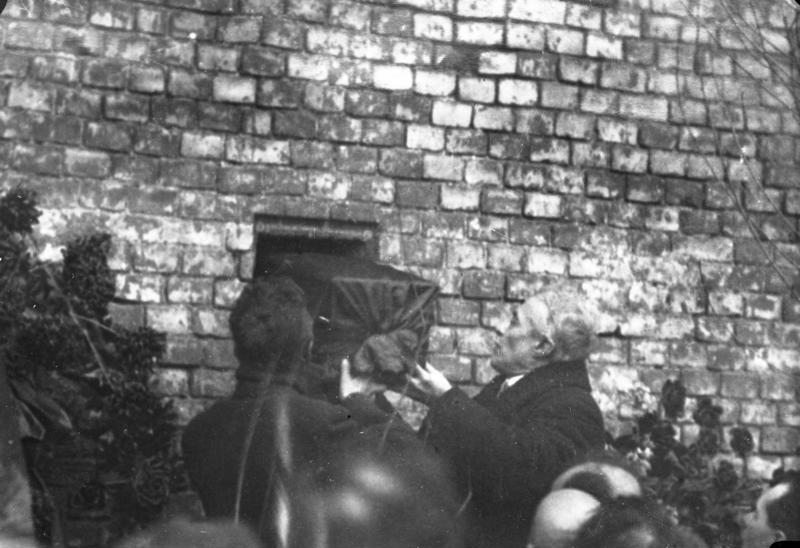
een vroege bijzetting van gecremeerde as in de muur (waarschijnlijk Vladimirov in 1925)

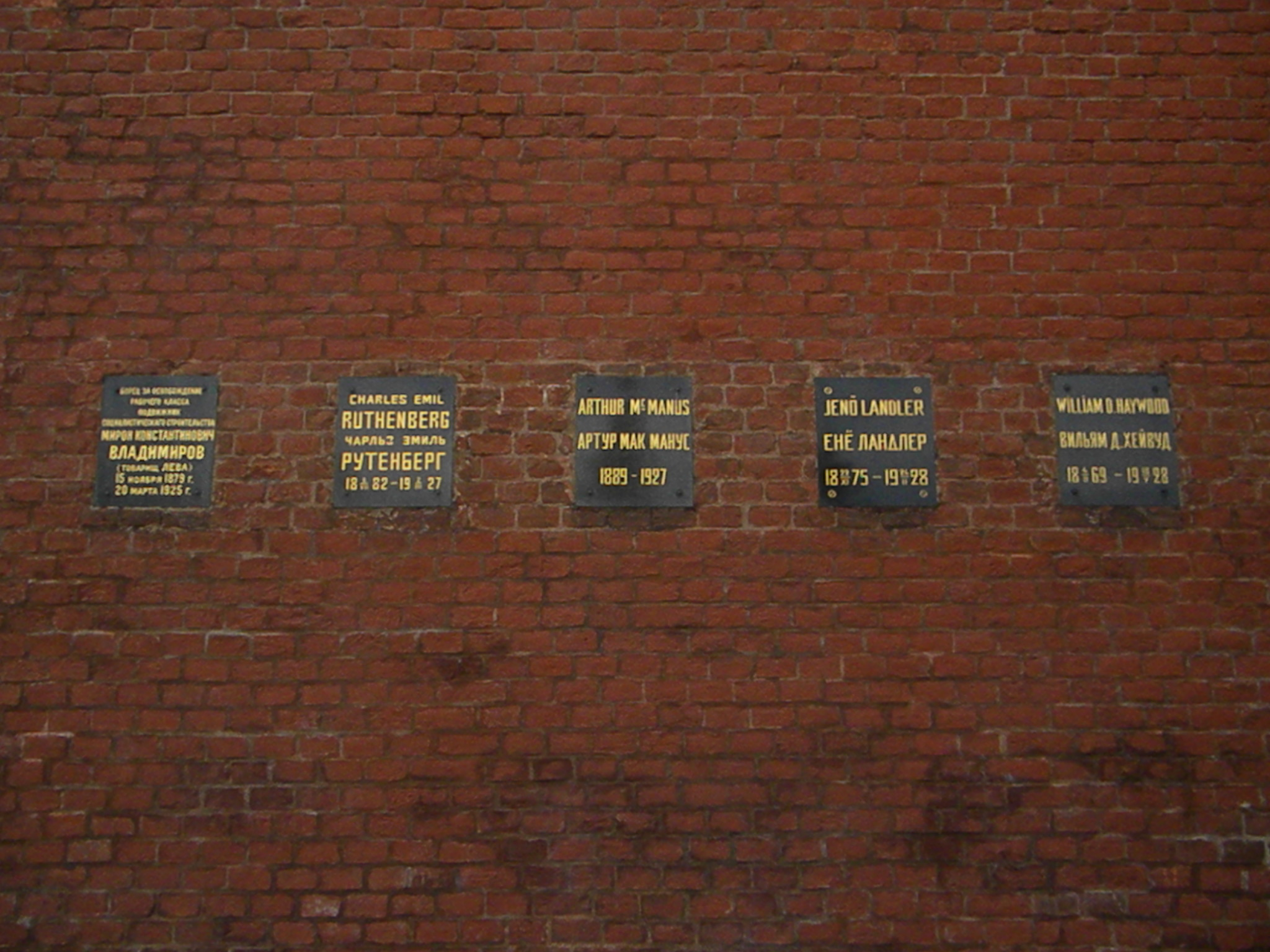
Gedeelte van de Kremlinmuur met urnbijzettingen (Vladimirov, Ruthenberg, MacManus, Landler, Haywood)

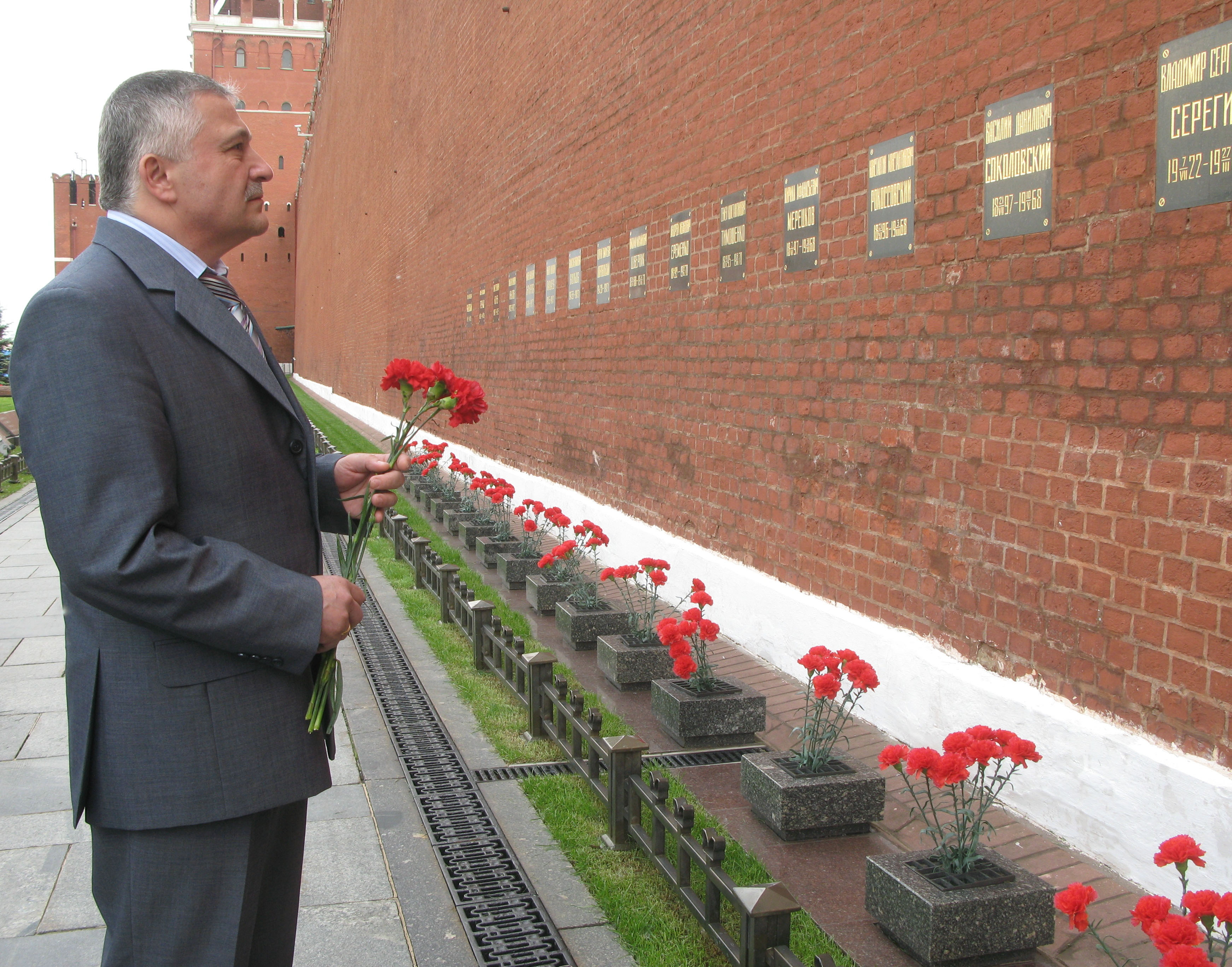
een bezoeker (Fjodor Joertsjichin) legt bloemen bij de necropolis van de Kremlinmuur (2010)

De eerste persoon die werd gecremeerd en bijgezet in een urn in de Kremlinmuur, was de 45-jarige voormalige Volkscommissaris van Financiën Miron Vladimirov, die in maart 1925 in Italië stierf. Tussen 1925 en de opening van het crematorium op de Donskoj-begraafplaats in oktober 1927 bestonden begravingen in de muur en begrafenissen in de grond naast elkaar: de eerste kreeg de voorkeur van buitenlandse hoogwaardigheidsbekleders van de Komintern (Jenő Landler, Bill Haywood, Arthur MacManus, Charles Ruthenberg), terwijl de laatste alleen werd toegekend aan topbestuurders van de Partij ( Michail Froenze, Feliks Dzerzjinski, Nariman Narimanov en Pjotr Vojkov). 
Aanvankelijk werden de lichamen van de overledenen opgebaard in het Kremlin, maar toen de beveiliging eind jaren twintig werd aangescherpt, werd de officiële afscheidsruimte verplaatst naar het Huis van de Vakbonden op Ochotny Rjad (waar Lenin lag in 1924), waar zij bleef tot het einde van de Sovjet-Unie.
De begrafenissen vonden aanvankelijk plaats in het noorden vanaf de Senaatstoren, verplaatsten in 1934 naar de zuidkant en keerden in 1977 terug naar de noordkant (op een paar uitzonderingen na). Bijzettingen in de muur waren strikt individueel: echtgenoten en kinderen van degenen die in de muur waren begraven, moesten elders worden begraven. Er waren slechts drie gevallen van groepsbegrafenissen: de driekoppige bemanning van de Osoaviachim-1-ballon in 1934, de bemanning van een MiG-15- crash in 1968 (Joeri Gagarin en Vladimir Serjogin) en de driekoppige bemanning van het Sojoez 11-ruimtevaartuig in 1971. In totaal herbergt de muur de graven van 107 mannen en 8 vrouwen. Er zijn nooit overblijfselen uit de muur verwijderd, inclusief de overledenen die postuum werden beschuldigd van "fascistische samenzwering" (Sergej Kamenev) of politieke repressie (Andrej Vysjinski).
Onder Nikita Chroesjtsjov en Leonid Brezjnev werd de eer van bijzetting in de Kremlinmuur postuum toegekend door het Politburo. 
Nadat de kosmonaut Vladimir Komarov stierf als gevolg van de crash van de Sojoez 1 kreeg hij op 26 april 1967 een staatsbegrafenis in Moskou, en zijn as werd bijgezet in de necropolis van de Kremlinmuur. Hij werd postuum onderscheiden met de Leninorde en de orde van Held van de Sovjet-Unie. 
In september 1971 verzocht de familie van Chroesjtsjov de Sovjetregering om hem te begraven in de necropolis van de Kremlinmuur. De Sovjetregering sloeg het aanbod af, en hij werd begraven op de Novodevitsjibegraafplaats.
De laatste persoon die in december 1984 in de Kremlinmuur werd begraven, was minister van Defensie Dmitri Oestinov.

## Individuele graven van 1919 tot 1985

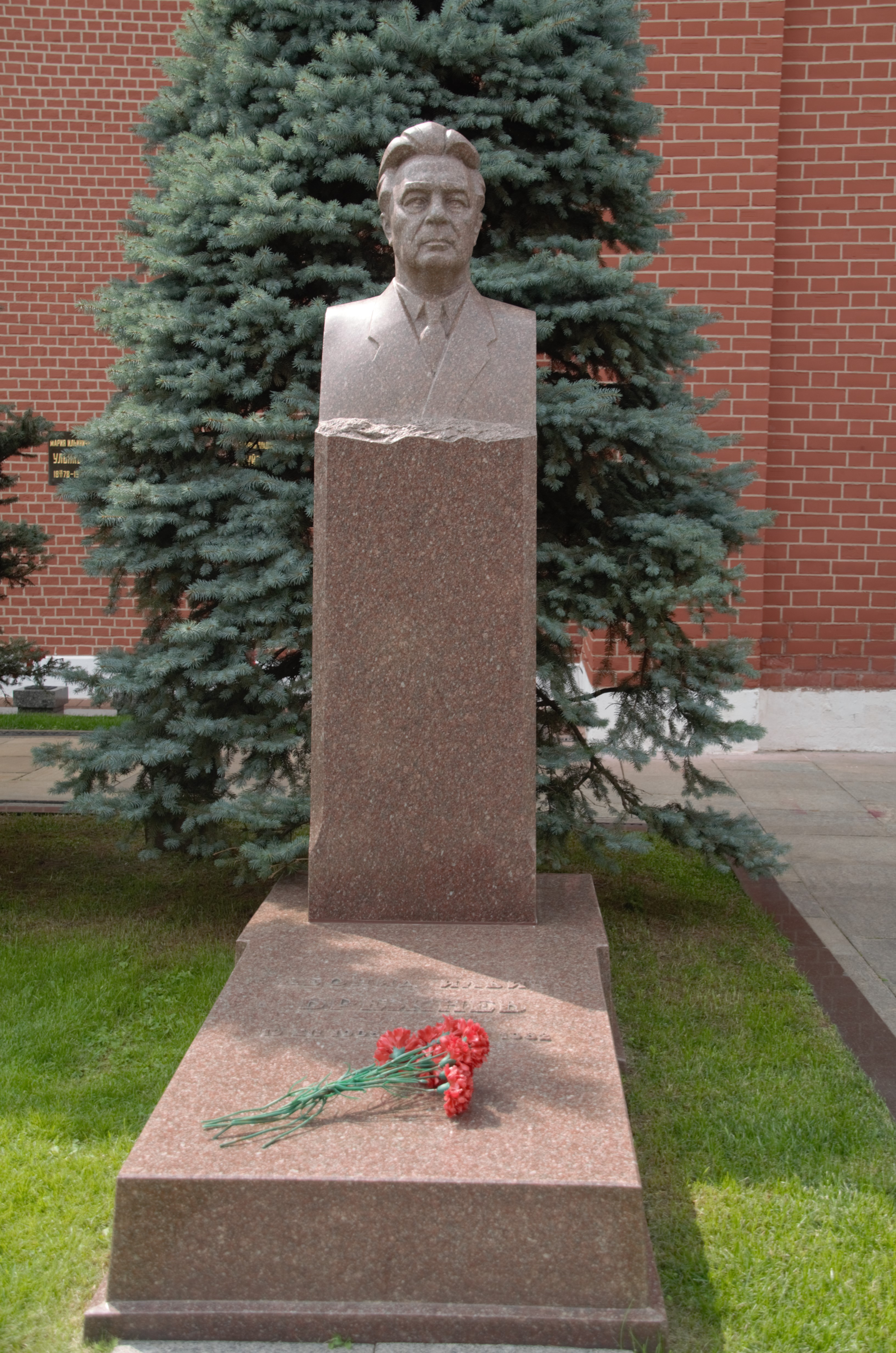
graf van Leonid Brezjnev

De rij individuele graven achter het Mausoleum begon na het einde van de Tweede Wereldoorlog zijn huidige vorm te krijgen. Sergej Merkoerov creëerde de eerste vijf graven, voor de onlangs overleden Michail Kalinin en Andrej Zjdanov, en voor Jakov Sverdlov, Michail Froenze en Feliks Dzerzjinski die al decennia eerder waren overleden. De grijze granieten tribunes die het Rode Plein van de muur scheiden werden in dezelfde periode gebouwd. In 1947 stelde Merkoerov voor om het mausoleum om te bouwen tot een soort "Pergamonaltaar" dat een voorgrond zou worden voor een standbeeld van Stalin dat bovenop de Senaatstoren zou worden geplaatst. Dmitri Tsjetsjoelin, Vera Moechina en anderen spraken zich tegen het voorstel uit en het werd al snel ingetrokken.
Er zijn in totaal twaalf individuele graven. Alle, inclusief de vier begrafenissen uit de jaren 80, hebben dezelfde vorm als het oorspronkelijke model van Merkoerov. Konstantin Tsjernenko, die in maart 1985 stierf, werd de laatste persoon die op het Rode Plein begraven ligt. Voormalig staatshoofd Andrej Gromyko, die stierf in juli 1989, werd eerst in de necropolis nabij zijn voorgangers begraven, maar uiteindelijk op verzoek van zijn familie verplaatst naar de Novodevitsjibegraafplaats.
De Kremlinmuur en de tribunes die in de jaren 1940 werden opgericht, werden traditioneel gescheiden door een rij blauwe sparren; een boom die van nature niet voorkomt in Rusland. In augustus-september 2007 werden de oude bomen, op enkele uitzonderingen na, gekapt en vervangen door jonge bomen. 

## Na het uiteenvallen van de Sovjet-Unie
Kort na het uiteenvallen van de Sovjet-Unie ontstond een publieke discussie over het sluiten van het mausoleum, met meningen variërend van het simpelweg begraven van Lenin in Sint-Petersburg zoals hij had gevraagd, tot het meenemen van de mummie op een commerciële wereldtournee. 
Na de Russische constitutionele crisis van 1993 verwijderde president Boris Jeltsin de erewacht van het mausoleum en sprak zijn mening uit dat Lenin in de grond begraven moest worden. In 1997 herhaalde hij deze mening. Voorstellen om de necropolis van het Rode Plein te verwijderen, stuitten echter op publieke tegenstand en kwamen niet van de grond. 